# Prethopalpus attenboroughi
Prethopalpus attenboroughi es una pequeña araña que lleva el nombre de Sir David Attenborough, que se encuentra solo en Horn Island, en el norte de Queensland, en Australia. La araña, de un milímetro de largo, fue descrita en 2012 por la Dra. Barbara Baehr del Museo de Queensland y el profesor Mark Harvey del Museo de Australia Occidental.
Se conoce a partir de un espécimen macho recolectado en 1986; la hembra es desconocida.